# Орлинци
Орлинци е село в Югоизточна България. Намира се в община Средец, област Бургас.

## География
Селото се намира на 20 km от общинския център Средец и на 45 km от областния център Бургас.

## История
Селото се споменава в османски документи под името Орханлъ (на турски: Orhanlı). Влиза в територията на България след Съединението през 1885 г. с името Орхан кьой. Преименувано е на Орханово с МЗ 2820, обн. на 14 август 1934 г. и на Орлинци с указ 519, обн. на 1 април 1980 г.

## Население

### Етнически състав
Преброяване на населението през 2011 г.
Численост и дял на етническите групи според преброяването на населението през 2011 г.:
|                     | Численост |
| Общо                | 315       |
| Българи             | 133       |
| Турци               | 7         |
| Цигани              | 167       |
| Други               | -         |
| Не се самоопределят | -         |
| Неотговорили        | 7         |

## Религии
Православен храм „Света Петка“.

## Обществени институции
- Народно читалище „Искра-1906“.
- Целодневна детска градина „Дъга“.

## Културни и природни забележителности
- Еркесията – някогашна граница между Византийската империя и България.
- Паметници и паметни плочи в чест на загиналите във Втората световна война и Балканската война.

## Редовни събития
27 октомври (Петковден) – сбор на селото (стар стил)

## Личности
- Мариана Асенова – зам.-министър на икономиката на България (2001).
- Радия Танев – окръжен прокурор на Бургаска област (1991-1998 г.)
- Жеко Бинев Златев – автор на историческата книга за с. Орлинци, издадена 2012 г.